# باشگاه فوتسال شهدا مقاومت قرچک
باشگاه فوتسال شهدا مقاومت قرچک باشگاه قوتسال ایرانی مستقر در قرچک است.

## نتایج
در جدول زیر دستاوردهای این باشگاه در مسابقات مختلف به نمایش درآمده است.
| فصل  | لیگ      | رتبه             | جام حذفی                    | یادداشت‌ها |
| ---- | -------- | ---------------- | --------------------------- | --------- |
| ۱۳۹۲ | دسته دوم | ششم/ در دور اصلی | دور سوم                     |           |
| ۱۳۹۳ | دسته دوم | چهارم/ شمال شرق  |                             |           |
| ۱۳۹۴ | دسته دوم | سوم/دور اصلی     |                             |           |
| ۱۳۹۵ | دست بک   | اول/دور اصلی     | Buy license from Federation |           |
| ۱۳۹۶ | برتر     | هشتم             |                             |           |